# جاده ای۱۸۲
جاده ای۱۸۲ (انگلیسی: A182 road) یکی از جاده‌های کشور انگلستان است.
این جاده از شهرک واشینگتن شروع و در شهرک گیتس‌هد به پایان می‌رسد، طول این جاده ۲۶.۷ کیلومتر است.